# Чилеански пезос
Чилеански пезос је национална валута Чилеа. ISO 4217 код валуте је CLP. Дијели се на 100 центава, а у домаћем платном промету означава се симболом $.
Данашњи пезос је у оптицају од 1975. године, а и раније је био чилеанска валута, и то у периоду 1817—1960. Од 1960. до 29. септембра 1975. користио се ешкудо. Новчанице и кованице издаје Централна банка Чилеа, и то: кованице од 1, 5, 10, 50, 100 и 500 песоса, те новчанице од 1.000, 2.000, 5.000, 10.000 и 20.000 песоса. Кованице и новчанице имају и своје колоквијалне називе, па се тако кованице од 100 и 500 песоса називају gamba и quina, а новчаница од 1.000 пезоса luka.